# Luf (Albania)
Luf – wieś położona w północnej części Albanii w gminie Qerret. Wieś znajduje się 77 kilometrów od stolicy państwa, Tirany.

## Demografia
Według spisu ludności z 1989 roku we wsi Luf mieszkało 473 mieszkańców.